# Josef Homeyer
Josef Homeyer (Harsewinkel, 1º agosto 1929 – Hildesheim, 30 marzo 2010) è stato un vescovo cattolico tedesco.

## Biografia
Josef Homeyer nacque a Harsewinkel il 1º agosto 1929 ed era il più giovane dei tre figli di August Homeyer ed Elisabeth Herzog. Crebbe nella fattoria dei suoi genitori.

### Formazione e ministero sacerdotale
Frequentò il liceo Laurentianum di Warendorf e poi studiò filosofia e teologia cattolica all'Università di Münster e all'Università di Innsbruck. Nel 1955 conseguì il dottorato in filosofia con un elaborato sullo sviluppo del concetto di sociologia.
L'11 febbraio 1958 fu ordinato presbitero per la diocesi di Münster nella cattedrale diocesana da monsignor Michael Keller. Il 17 dello stesso celebrò la sua prima messa nella chiesa di Santa Lucia a Harsewinkel. In seguito fu vicario parrocchiale delle parrocchie di San Giuseppe a Warendorf e di Sant'Agata a Mettingen dal 1958 al 1961, ministro diocesano per il movimento delle popolazioni rurali cattoliche dal 1961 al 1966 e consigliere scolastico della diocesi dal 1966 al 1971. In quest'ultimo ufficio fu uno dei promotori e cofondatori della Scuola della pace di Münster, la prima scuola completamente sponsorizzata dalla Chiesa cattolica nella Repubblica Federale Tedesca.
Nel 1971 venne nominato prelato d'onore di Sua Santità. Dal 1972 al 1983 fu segretario della Conferenza episcopale tedesca e amministratore delegato dell'Associazione delle diocesi di Germania (VDD). Dal 1972 al 1975 fu segretario del sinodo congiunto dei vescovi della Repubblica Federale Tedesca che si svolse a Würzburg.

### Ministero episcopale
Il 25 agosto 1983 papa Giovanni Paolo II lo nominò vescovo di Hildesheim. Ricevette l'ordinazione episcopale il 13 novembre successivo nel duomo di Hildesheim dal cardinale Joseph Höffner, arcivescovo metropolita di Colonia, co-consacranti il vescovo emerito di Hildesheim Heinrich Maria Janssen, il vescovo ausiliare della stessa diocesi Heinrich Machens, l'arcivescovo metropolita di Paderborn Johannes Joachim Degenhardt e il vescovo ausiliare di Hildesheim Heinrich Pachowiak.
Durante il suo mandato, Homeyer cercò di insediare nuovi monasteri nella sua diocesi. Il 5 maggio 1988 l'abbazia di Marienrode fu reinsediata con dieci monache benedettine di St. Hildegard a Eibingen. Nello stesso anno, Homeyer fondò l'Istituto di ricerca di filosofia di Hannover.
Homeyer fece una campagna anche oltre i confini della diocesi per la Chiesa in Europa e la Chiesa mondiale. Avviò una collaborazione con la Chiesa cattolica in Bolivia. Seguendo il suo motto, "In mundum universum" - "Andando in tutto il mondo", Homeyer tenne colloqui con sindacalisti e datori di lavoro, diresse il forum per la giustizia, la pace e la protezione del creato e sostenne il diritto di voto per gli stranieri. Fece una campagna per l'espansione verso est dell'Unione europea e il riferimento a Dio nella Costituzione europea e della Bassa Sassonia.
Dal 1989 al 1990 tenne un sinodo diocesano con sacerdoti e laici per sviluppare una prospettiva futura per la diocesi di Hildesheim. Poco prima del suo ritiro, firmò il decreto "Punti chiave 2020", che per reagire al calo delle risorse finanziarie della Chiesa e del numero di credenti. In esso si legge che le comunità devono essere unite, alcune chiese dovrebbero essere chiuse e il personale pastorale ridotto.

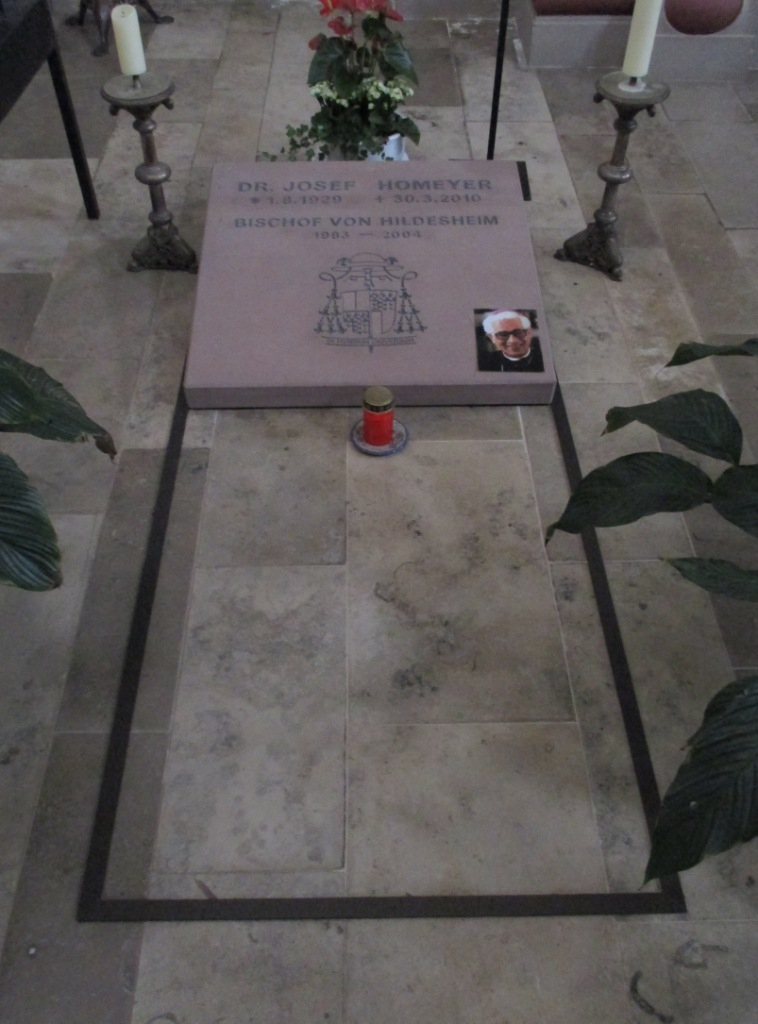
Prima tomba di monsignor Josef Homeyer nella basilica di San Gottardo a Hildesheim.

In seno alla Conferenza episcopale della Germania fu membro della VI commissione per le questioni sociali e sociali dal 1983 al 2004, vicepresidente della stessa dal 1984 e presidente dal 1986; membro del gruppo di discussione e di contatto evangelico-cattolico nella Repubblica Federale di Germania dal 1983 al 2004; membro della X commissione per la Chiesa mondiale dal 1984 al 2004; membro della Conferenza congiunta della Conferenza episcopale (DBK) e il Comitato centrale dei cattolici tedeschi (ZdK) dal 1986 al 2004 e membro del gruppo di contatto tra le Conferenza episcopali polacca e tedesca dal 1995 al 2004.
Dal 1989 al 2006 fu rappresentante della Conferenza episcopale della Germania in seno alla Commissione delle conferenze episcopali della Comunità Europea. Dal 1993 al marzo del 2006 fu presidente della stessa Commissione.
Il 20 agosto 2004 papa Giovanni Paolo II accettò la sua rinuncia al governo pastorale della diocesi per raggiunti limiti di età.
Il 17 febbraio 2008 celebrò il suo giubileo sacerdotale d'oro nella chiesa parrocchiale di Santa Lucia a Harsewinkel.
Ricevette un dottorato honoris causa dalla Facoltà di Scienze della Formazione dell'Università di Hannover per i suoi contributi alla ricerca e all'insegnamento il 27 novembre 2002, la cittadinanza onoraria della città di Hildesheim il 27 giugno 2005 e il premio Edith Stein per i suoi sforzi nella riconciliazione con la Polonia, per l'allargamento dell'Europa e per la promozione delle relazioni tra i cristiani occidentali e le Chiese ortodosse il 6 novembre 2005.
Morì all'ospedale "St. Bernward" di Hildesheim alle 4:30 del 30 marzo 2010 all'età di 80 anni per complicanze dopo un'operazione. Le esequie si tennero sabato 10 aprile e al termine del rito fu sepolto nella basilica di San Gottardo a Hildesheim. Nell'ambito dei lavori di restauro del duomo di Hildesheim svoltisi tra il 2010 e il 2014 fu creata una cripta vescovile. Il 1º novembre 2014 i resti di monsignor Homeyer furono trasferiti lì.

## Gestione dei casi di abuso sessuale
In relazione ai casi di abusi nelle istituzioni cattoliche che divennero noti all'inizio del 2010, nel febbraio dello stesso anno ammise che in due casi le accuse di abuso verso sacerdoti durante il suo mandato come vescovo non erano state prese abbastanza seriamente dalla diocesi e che gli ulteriori sviluppi furono chiaramente sottovalutati. L'insabbiamento delle accuse nel caso di Peter R., che aveva operato al Collegio Canisius di Berlino e poi nella diocesi di Hildesheim ricevette ulteriori critiche nel 2015. Nell'ottobre del 2018, il suo successore Heiner Wilmer definì la gestione delle accuse di abuso operata da monsignor Homeyer come "una catastrofe" e dichiarò che "l'allora vescovo Homeyer e la sua curia avevano nascosto cose terribili". In questo contesto, Wilmer annunciò anche "che i casi di abuso nella sua diocesi dovrebbero in futuro essere risolti con l'aiuto esterno".

## Genealogia episcopale e successione apostolica
La genealogia episcopale è:
- Cardinale Scipione Rebiba
- Cardinale Giulio Antonio Santori
- Cardinale Girolamo Bernerio, O.P.
- Arcivescovo Galeazzo Sanvitale
- Cardinale Ludovico Ludovisi
- Cardinale Luigi Caetani
- Cardinale Ulderico Carpegna
- Cardinale Paluzzo Paluzzi Altieri degli Albertoni
- Papa Benedetto XIII
- Papa Benedetto XIV
- Papa Clemente XIII
- Cardinale Marcantonio Colonna
- Cardinale Giacinto Sigismondo Gerdil, B.
- Cardinale Giulio Maria della Somaglia
- Cardinale Carlo Odescalchi, S.I.
- Cardinale Costantino Patrizi Naro
- Cardinale Lucido Maria Parocchi
- Papa Pio X
- Cardinale Gaetano De Lai
- Cardinale Raffaele Carlo Rossi, O.C.D.
- Cardinale Amleto Giovanni Cicognani
- Cardinale Aloysius Joseph Muench
- Vescovo Matthias Wehr
- Cardinale Joseph Höffner
- Vescovo Josef Homeyer

La successione apostolica è:
- Vescovo Hans-Georg Koitz (1992)
- Vescovo Nikolaus Schwerdtfeger (1995)